# Erich Friedrich Schmidt

Erich F. Schmidt und Georges Miles, um 1933

Erich Friedrich Schmidt (* 13. September 1897 in Baden-Baden; † 3. Oktober 1964 in Santa Barbara (Kalifornien)) war ein amerikanischer Vorderasiatischer Archäologe deutscher Herkunft, der vor allem durch seine Ausgrabungstätigkeit in Persepolis bekannt wurde.

## Leben
Erich F. Schmidt wurde 1897 in Baden-Baden geboren. Sein Vater, ein lutherischer Geistlicher und Theologe, starb, als Erich zehn Jahre alt war. Nach seiner Schulausbildung besuchte Erich Schmidt eine Kadettenanstalt in Karlsruhe und nahm ab 1914 als Leutnant am Ersten Weltkrieg teil Er kämpfte an der Ostfront, erlitt dort eine schwere Verwundung und geriet 1916 in russische Kriegsgefangenschaft. Nach vier Jahren gelang ihm die Flucht aus einem sibirischen Arbeitslager.
Zurück in Deutschland schrieb er sich 1921 an der Universität Berlin ein und studierte politische Wissenschaften. Im Dezember 1923 wanderte er in die USA aus und begann an der Columbia University in New York ein Studium der Anthropologie bei Franz Boas. 1925 wurde er Mitarbeiter des American Museum of Natural History, dass ihn bei zwei Ausgrabungen an Stätten der Hohokam-Kultur in Arizona unterstützte. Die Ergebnisse dieser beiden Grabungen bildeten die Grundlage seiner Dissertation. Aufgrund seiner Grabungserfahrung begann er auf Einladung von James Henry Breasted am Oriental Institute der University of Chicago zu arbeiten. Hier arbeitete er zunächst unter Hans Henning von der Osten als Teilnehmer der Anatolia-Hittite Expedition und wurde unter diesem stellvertretender Direktor  der Ausgrabung in Alişar Höyük. 1930 wurde er zum Leiter der Grabungen in Tepe Hissar bestimmt, die Grabungen dort verzögerten sich jedoch bis 1931 und er unternahm zunächst Grabungen in Šuruppak. 1935 wurde er als Nachfolger von Ernst Herzfeld Leiter der Grabungen in Persepolis und grub dort bis Ende 1939. Schmidt war auch ein Pionier der Luftbildarchäologie, von 1935 bis 1937 führte er zahlreiche Erkundungsflüge im Iran durch.

## Veröffentlichungen (Auswahl)
- Time-Relations of Prehistoric Pottery Types in Southern Arizona (= Anthropological Papers of the American Museum of Natural History 30, 5). New York 1928 (Digitalisat, Dissertation).
- Anatolia Through the Ages: Discoveries at the Alishar Mound, 1927–1929. University of Chicago Press, Chicago 1931.
- The Tepe Hissar Excavations, 1931. In: The Museum Journal of Philadelphia. Band 32, 1933, S. 322–485 mit Tafel LXXIII–CLXXI.
- Excavations at Tepe Hissar, Damghan. University of Pennsylvania Press, Philadelphia 1937 (= Publication of the Iranian Section of the University Museum).
- The Treasury of Persepolis and other Discoveries in the Homeland of the Achaemenians (= Oriental Institute Communications. Band 21). University of Chicago Press, Chicago 1939.
- Flights Over Ancient Cities of Iran. University of Chicago Press, Chicago 1940.
- Persepolis I: Structures, Reliefs, Inscriptions (= Oriental Institute Publications. Band 68). University of Chicago Press, Chicago 1953.
- Persepolis II: Contents of the Treasury and other Discoveries (= Oriental Institute Publications. Band 69). University of Chicago Press, Chicago 1957.
- Persepolis III: The Royal Tombs and other Monuments (= Oriental Institute Publications. Band 70). University of Chicago Press, Chicago 1970.
- mit M. N. van Loon und H. H. Curvers: The Holmes Expeditions to Luristan (= Oriental Institute Publications. Band 108). Chicago 1989.